# Tresbœuf
Tresbœuf [tʁɛbœf] est une commune française située dans le département d'Ille-et-Vilaine, en région Bretagne.

## Géographie
Le territoire communal n'est pas d'un seul tenant ; il comporte une exclave comprenant le hameau de Haut Verrion à 3 km du centre du village.
|                      | Saulnières, Janzé |            |
| Le Sel-de-Bretagne   | Tresbœuf          | La Couyère |
| La Bosse-de-Bretagne | Ercé-en-Lamée     | Lalleu     |

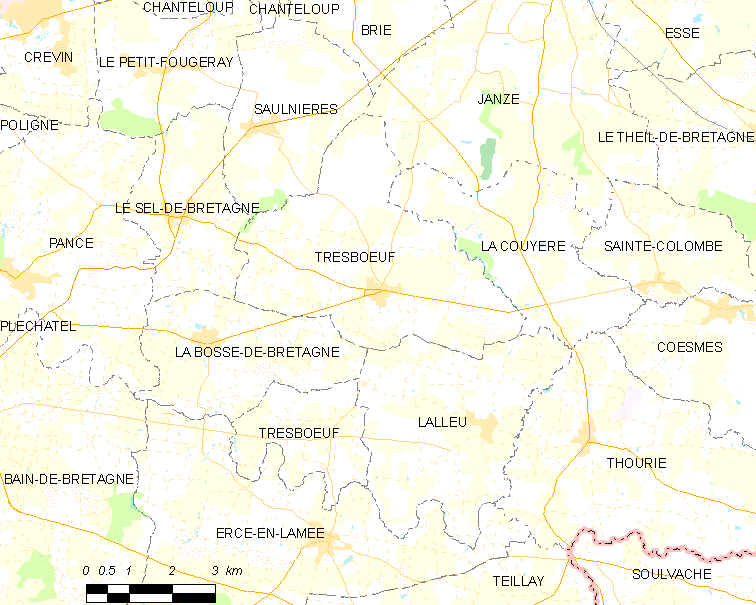
Carte de la commune.

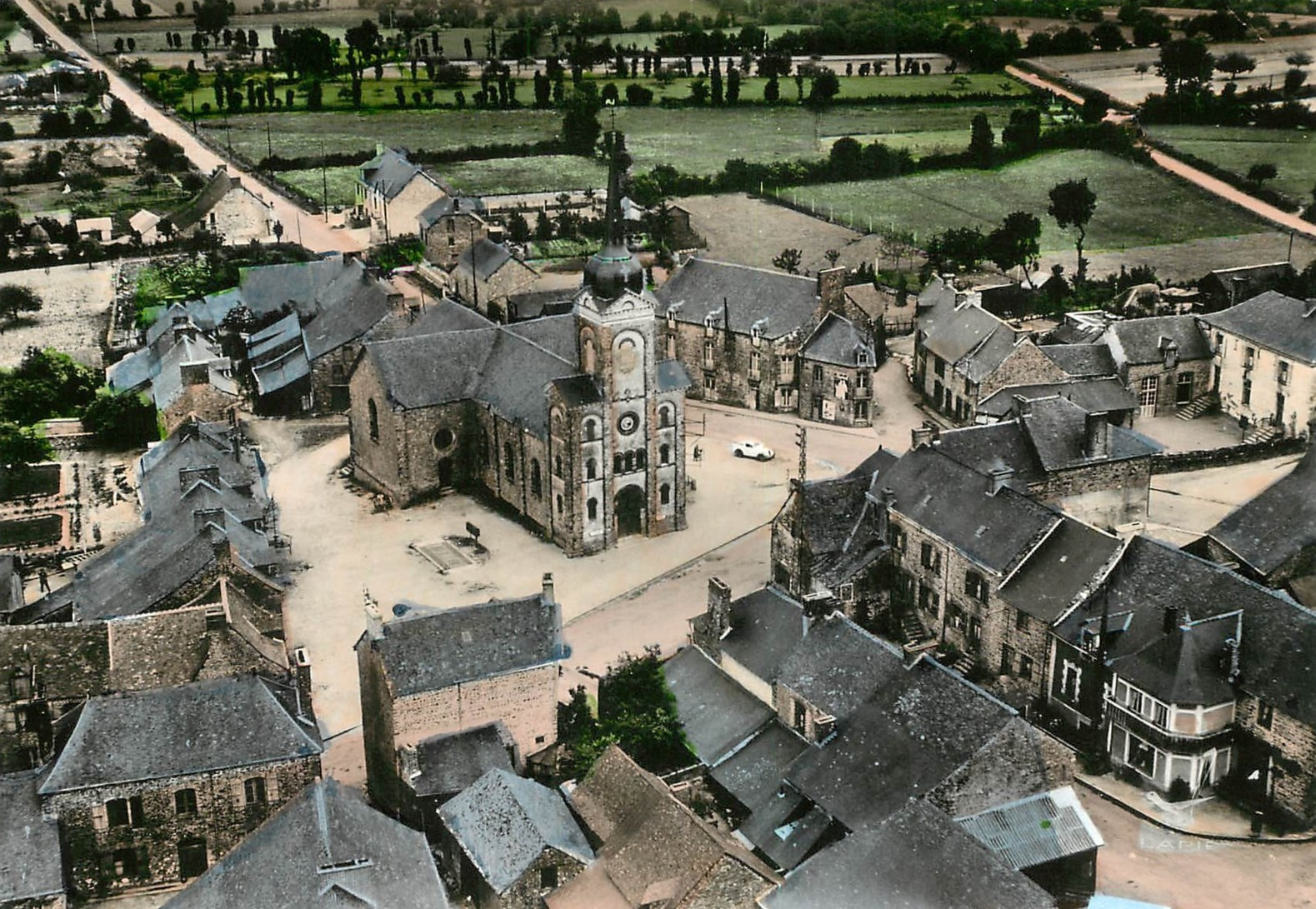
Le bourg de Tresbœuf (vue aérienne, photo d'archives).

### Hydrographie
Pour un article plus général, voir Réseau hydrographique d'Ille-et-Vilaine.
La commune est située dans le bassin Loire-Bretagne. Elle est drainée par le Semnon, le Couyère, le Maigé, les Bruères, la Moncelière, le ruisseau de la Potinière, le ruisseau des Orgeries, le ruisseau des Pierres grises et les Noés,,.
Le Semnon, d'une longueur de 73 km, prend sa source dans la commune de Saint-Erblon et se jette  dans la Vilaine à Saint-Senoux, après avoir traversé 20 communes. 
Le Couyère, d'une longueur de 14 km, prend sa source dans la commune de Janzé et se jette  dans le Semnon à Thourie, après avoir traversé cinq communes. 

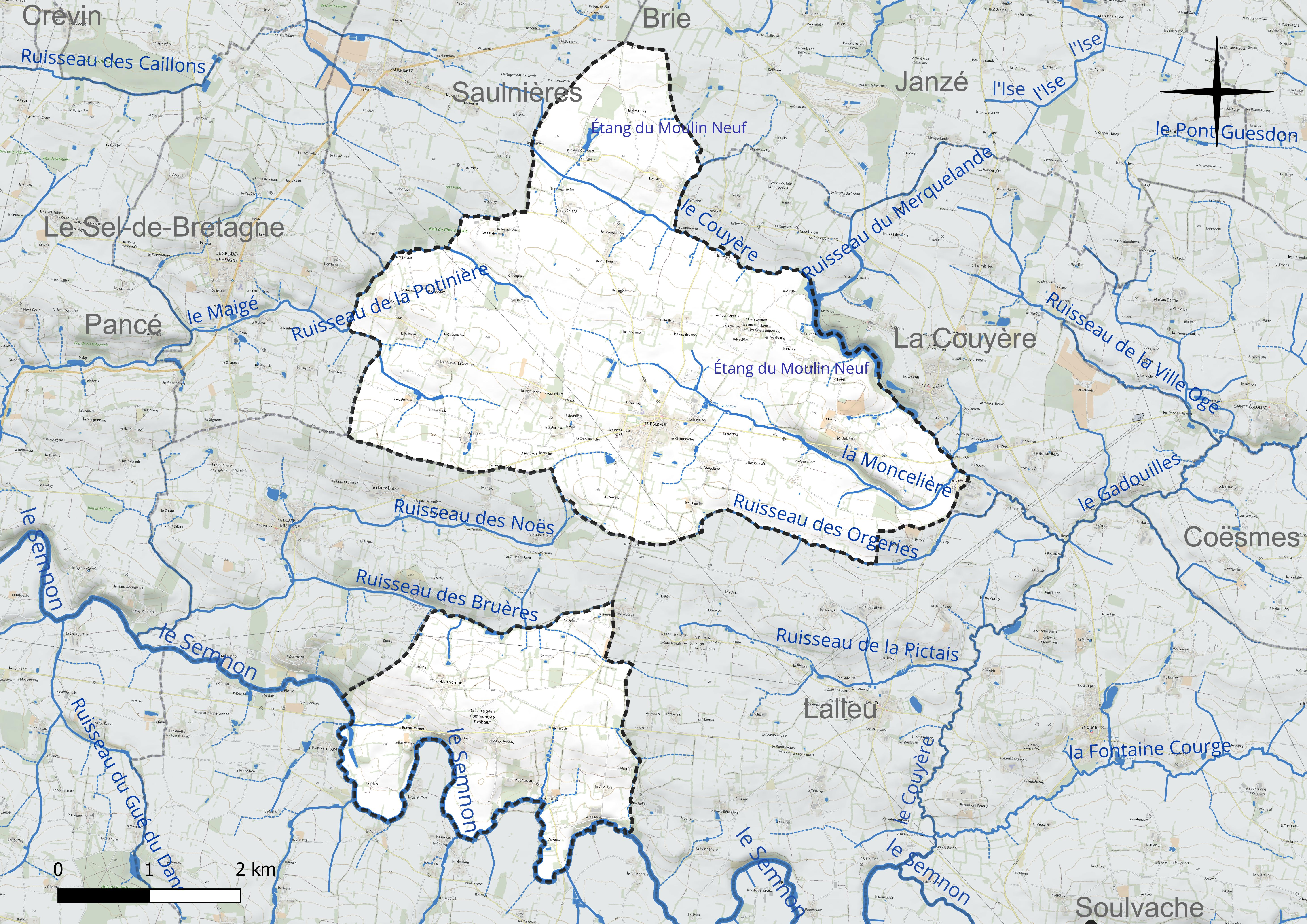
Réseau hydrographique de Tresbœuf.

Deux plans d'eau complètent le réseau hydrographique : l'étang de Barbotin, d'une superficie totale de 6,9 ha (3,22 ha sur la commune) et l'étang du Moulin Neuf, d'une superficie totale de 2,8 ha (1,34 ha sur la commune),.

### Climat
Pour des articles plus généraux, voir Climat de la Bretagne et Climat d'Ille-et-Vilaine.
En 2010, le climat de la commune est de type climat océanique altéré, selon une étude du CNRS s'appuyant sur une série de données couvrant la période 1971-2000. En 2020, Météo-France publie une typologie des climats de la France métropolitaine dans laquelle la commune est exposée à un climat océanique et est dans la région climatique  Bretagne orientale et méridionale, Pays nantais, Vendée, caractérisée par une faible pluviométrie en été et une bonne insolation. Parallèlement l'observatoire de l'environnement en Bretagne publie en 2020 un zonage climatique de la région Bretagne, s'appuyant sur des données de Météo-France de 2009. La commune est, selon ce zonage, dans la zone « Sud Est », avec des étés relativement chauds et ensoleillés.  
Pour la période 1971-2000, la température annuelle moyenne est de 11,4 °C, avec une amplitude thermique annuelle de 13,4 °C. Le cumul annuel moyen de précipitations est de 741 mm, avec 13 jours de précipitations en janvier et 6,8 jours en juillet. Pour la période 1991-2020, la température moyenne annuelle observée sur la station météorologique la plus proche, située sur la commune de La Noë-Blanche à 17 km à vol d'oiseau, est de 12,2 °C et le cumul annuel moyen de précipitations est de 780,5 mm,. Pour l'avenir, les paramètres climatiques de la commune estimés pour 2050 selon différents scénarios d'émission de gaz à effet de serre sont consultables sur un site dédié publié par Météo-France en novembre 2022.

## Urbanisme

### Typologie
Au 1er janvier 2024, Tresbœuf est catégorisée commune rurale à habitat dispersé, selon la nouvelle grille communale de densité à sept niveaux définie par l'Insee en 2022.
Elle est située hors unité urbaine. Par ailleurs la commune fait partie de l'aire d'attraction de Rennes, dont elle est une commune de la couronne,. Cette aire, qui regroupe 183 communes, est catégorisée dans les aires de 700 000 habitants ou plus (hors Paris),.

### Occupation des sols
L'occupation des sols de la commune, telle qu'elle ressort de la base de données européenne d'occupation biophysique des sols Corine Land Cover (CLC), est marquée par l'importance des territoires agricoles (98,2 % en 2018), une proportion sensiblement équivalente à celle de 1990 (98,5 %). La répartition détaillée en 2018 est la suivante : 
terres arables (45,3 %), zones agricoles hétérogènes (38 %), prairies (14,9 %), zones urbanisées (1,6 %), forêts (0,2 %).
L'institut national de l'information géographique et forestière met par ailleurs à disposition un outil en ligne permettant de comparer l'évolution dans le temps de l'occupation des sols de la commune (ou de territoires à des échelles différentes). Plusieurs époques sont accessibles sous forme de cartes ou photos aériennes : la carte de Cassini (XVIIIe siècle), la carte d'état-major (1820-1866) et la période actuelle (1950 à aujourd'hui).

## Toponymie
Le nom de la localité est attesté sous les formes Trebeo, Treboio mais aussi Trebo en 1158, Tresbou en 1170, Trebou en 1185, Tresbou en 1240, Treboyum en 1516, Trebeu en 1731.
Il s'agit peut-être d'une formation toponymique en Tré-. L'élément Tré- est issu du breton trev « paroisse », comprendre vieux breton treb « lieu habité » (moyen breton treff > breton trev, tre[o]). La graphie Tres- est inspirée de l'ancien français tres « au-delà » (même mot que très « beaucoup », issu du latin trans). D'après les formes anciennes, le second élément ne représente pas le gallo-roman BOVE (du latin bos, bovis) > « bœuf » attesté dès le XIIe siècle en français sous la forme buef, mais un élément -(b)o. La forme actuelle relève d'une analogie avec tres bœufs « trois bœufs ». La forme néo-bretonne Trevo, non attestée, rapproche implicitement ce toponyme de Trévoux. Quoi qu'il en soit, le toponyme le plus proche bien identifié comme étant d'origine bretonne est Pléchâtel situé à 17 km à l'ouest.
Tresbœuf se dit Trébeu en gallo (prononcé [trebœ]),. La forme bretonne proposée par l'Office public de la langue bretonne est Trevo.

## Histoire

### Moyen Âge
En 1152, la paroisse de Tresbou est donnée à l'abbaye Saint-Melaine de Rennes. Celle-ci y installe un prieuré et y envoie ses moines.
En 1218, l'abbaye de Rennes fait connaître un accord conclu avec le seigneur voisin, Alain Giffart seigneur du manoir de La Roche-Verrion (et probablement propriétaire du fief de la Bosse). Les religieux et le seigneur s'accordent sur la possession des terres, des moulins ainsi que la jouissance des dîmes et de la juridiction seigneuriale.

### Temps modernes
En 1513, la seigneurie des Cours (famille Grameaux) détenait deux importants manoirs en Tresboeuf. Le premier se nommait le « Manoir des Cours » (il existe encore trois villages juxtaposés, nommés la Cour-Jambot, la Cour-Landais et les Cours-Audouart) et le second « Manoir de la Rivière-Garmeaux » et sa chapelle. Cette famille de nobles était également propriétaire des Garmeaux en Janzé. Vers la fin du XVIe siècle, les deux terres nobles des Cours et de la Rivière passèrent aux mains d'une famille de riches bourgeois malouins, les de Launay.
Au XVIIe siècle, Tresboeuf fait partie du territoire de la famille Bourbon-Conde (baronnie de Châteaubriant) et du marquis de Brie qui étaient les seigneurs supérieurs de la région, mais le seigneur de la Rivière ou Rivière-Garmeaux ou Rivière-Tresboeuf. était regardé comme seigneur absolu de Tresbœuf et prenait le titre de seigneur de la paroisse.
En 1743, René Augustin Patier (recteur de Tresboeuf) et la riche demoiselle Yvonne Lunel, font des donations pour établir dans le bourg de Tresboeuf un bureau de charité et deux ou trois pieuses filles s'occupant de visiter et de soigner les pauvres malades de Tresboeuf, et leur fournissant gratuitement « bouillons et remèdes ». L'évêque de Rennes, Henri des Nos, approuve ce projet et règle cette institution charitable le 23 avril 1766 qui œuvra pendant plusieurs décennies pour les pauvres de Tresboeuf.
Jean-Baptiste Ogée décrit ainsi Tresbœuf en 1778 :

« Trebœufs ; à 6 lieues et demie au Sud-Sud-Est de Rennes, son évêché, sa subdélégation et son ressort. On y compte 1 500 communiants ; la cure est présentée par l'abbé de Saint-Melaine. Ce territoire, coupé par la rivière de Semnon et quelques ruisseaux, est couvert d'arbres et de ruisseaux ; il offre à la vue des terres en labeur [labour], de bonnes prairies et des landes ; les habitants font beaucoup de cidre. »

### LeXIXesiècle
En 1848, les quatre chapelles en Tresboeuf (trois frairiennes et une domestique) sont malheureusement toutes détruites pour utiliser leurs matériaux pour construire l'église actuelle "Saint-Martin". (Chapelles de Lossac, St-Étienne de Monceaux, de la rivière et Verrion).

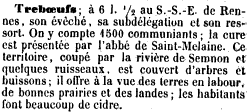
Description de Tresboeuf 1845 - Dictionnaire de Bretagne.

A. Marteville et P. Varin, continuateurs d'Ogée, décrivent ainsi Tresbœuf en 1853 :

« Tresbœuf (sous l'invocation de saint Martin) : Commune formée de l'ancienne paroisse de ce nom ; aujourd'hui succursale ; chef-lieu de perception. (...) Principaux villages : Le Bois-Le jard, Lossac, la Hamonière, la Solière, la Morinais, la Beltière, la Goupillère, la Bahuchais, Monceaux, la Hucheloire, Lunel. Maison importante : la Rivière-Garnault. Superficie totale : 2 533 hectares, dont (...) terres labourables 1 636 ha, prés et pâturages 337 ha, bois 49 ha, vergers et jardins 62 ha, landes et incultes 343 ha, châtaigneraies 8 ha (...).  Moulins : 3 ( à eau : de Briand ; à vent : de la Beltière, du Chênot). Cette ancienne paroisse est nommée dans les vieux titres « ecclesia de Trebeo et de Treboio », ce qui donne à penser que son nom français a été dénaturé. Elle présente aujourd'hui cette bizarrerie, qu'une partie de son territoire est détachée complètement, à environ 700 mètres au sud. Cette section, dite de  Verrien, contient les villages suivants : Verrien, Ville-Jean, Passac et la Roche. Du côté sud, elle atteint les limites d'Ercé-en-Lamée. Géologie : quartzite ; schistes dans la vallée du nord. On parle le français. »

### LeXXesiècle

#### La Première Guerre mondiale

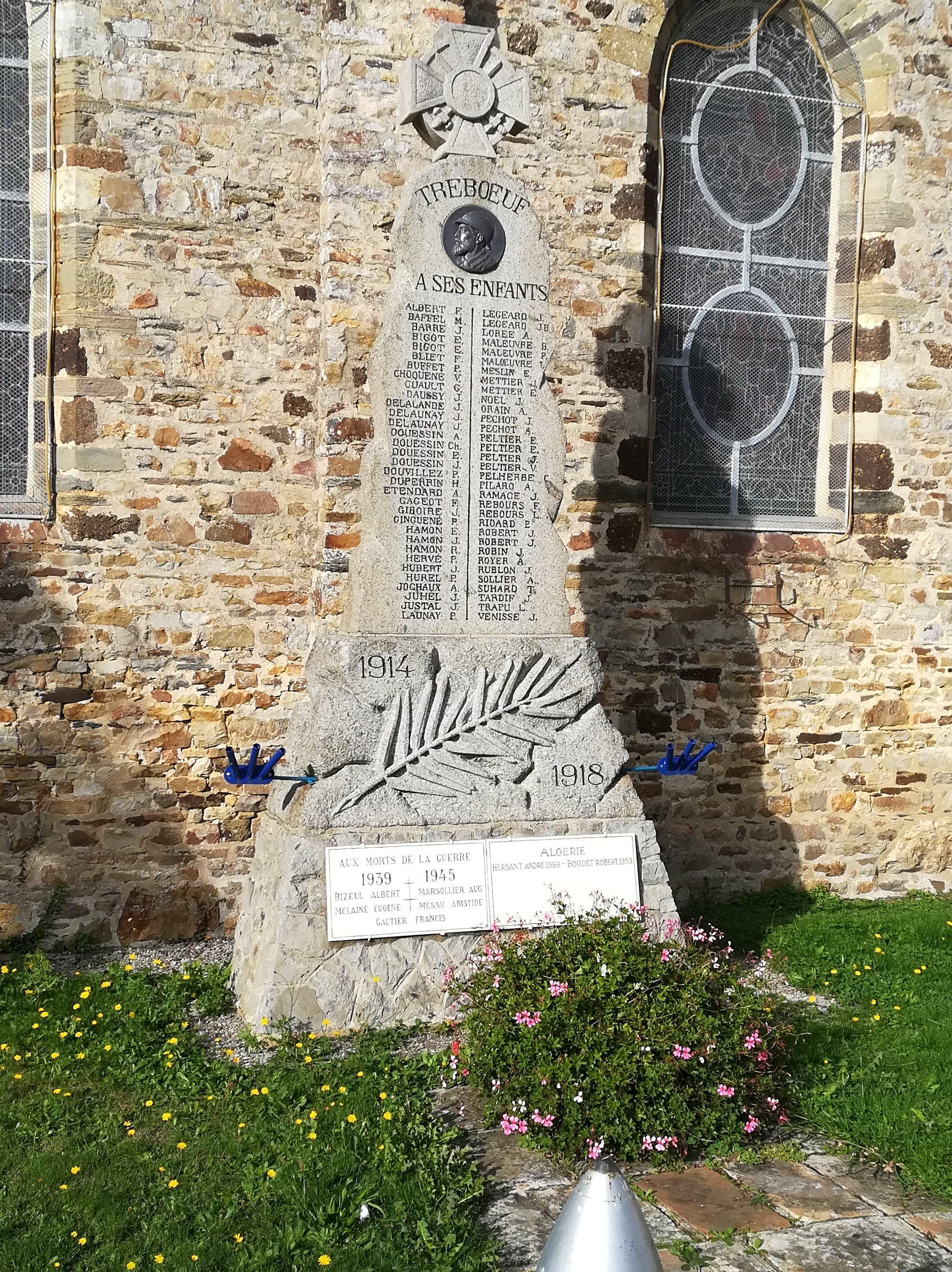
Tresbœuf : le monument aux morts.

Le monument aux morts de Tresbœuf porte les noms de 66 soldats morts pour la France pendant la Première Guerre mondiale ; parmi eux deux sont morts sur le front belge (Victor Choquené, dès le 22 août 1914 à Rossignol et Julien Robert en 1915) ; un (Pierre Guéguené) est mort en Serbie dans le cadre de l'expédition de Salonique ; tous les autres sont morts sur le sol français ; parmi eux deux au moins (François Bigot et Victor Choquené) ont été décorés à la fois de la Médaille militaire et de la Croix de guerre et deux (François Albert et Marie Joseph Baffel) de la Croix de guerre.

#### La Seconde Guerre mondiale
Le monument aux morts de Tresbœuf porte les noms de 5 personnes (Albert Bizeul, Francis Gautier, Auguste Marsollier, Eugène Melaine et Aristide Messu) mortes pour la France pendant la Seconde Guerre mondiale.

#### L'après Seconde Guerre mondiale
Deux soldats originaires de Tresbœuf (Robert Boudet et André Hersant) sont morts pour la France pendant la Guerre d'Algérie.

## Politique et administration
| Période                                  | Période              | Identité              | Étiquette | Qualité                                                                                |
| ---------------------------------------- | -------------------- | --------------------- | --------- | -------------------------------------------------------------------------------------- |
| mars 1971                                | juillet 1992 (décès) | Jean-Baptiste Chevrel |           | Agriculteur retraité                                                                   |
| septembre 1992                           | juin 1995            | Jean Paris            |           | Agriculteur retraité                                                                   |
| juin 1995                                | 25 mai 2020          | Annie Moutel          | DVD       | Agricultrice Conseillère générale du Sel-de-Bretagne (1998 → 2004)                     |
| 25 mai 2020                              | En cours             | Laurence Roux         | DVG       | Cadre de la fonction publique Conseillère départementale de Bain-de-Bretagne (2021 → ) |
| Les données manquantes sont à compléter. |                      |                       |           |                                                                                        |

## Démographie
L'évolution du nombre d'habitants est connue à travers les recensements de la population effectués dans la commune depuis 1793. Pour les communes de moins de 10 000 habitants, une enquête de recensement portant sur toute la population est réalisée tous les cinq ans, les populations de référence des années intermédiaires étant quant à elles estimées par interpolation ou extrapolation. Pour la commune, le premier recensement exhaustif entrant dans le cadre du nouveau dispositif a été réalisé en 2008.

En 2022, la commune comptait 1 235 habitants, en évolution de −2,37 % par rapport à 2016 (Ille-et-Vilaine : +5,46 %, France hors Mayotte : +2,11 %).
| 1793  | 1800 | 1806  | 1821  | 1831  | 1836  | 1841  | 1846  | 1851  |
| ----- | ---- | ----- | ----- | ----- | ----- | ----- | ----- | ----- |
| 1 424 | 680  | 1 472 | 1 365 | 1 484 | 1 580 | 1 565 | 1 512 | 1 510 |

| 1856  | 1861  | 1866  | 1872  | 1876  | 1881  | 1886  | 1891  | 1896  |
| ----- | ----- | ----- | ----- | ----- | ----- | ----- | ----- | ----- |
| 1 449 | 1 472 | 1 509 | 1 417 | 1 572 | 1 590 | 1 663 | 1 671 | 1 600 |

| 1901  | 1906  | 1911  | 1921  | 1926  | 1931  | 1936  | 1946  | 1954 |
| ----- | ----- | ----- | ----- | ----- | ----- | ----- | ----- | ---- |
| 1 506 | 1 519 | 1 421 | 1 201 | 1 165 | 1 131 | 1 158 | 1 021 | 959  |

| 1962 | 1968 | 1975 | 1982 | 1990 | 1999 | 2006  | 2008  | 2013  |
| ---- | ---- | ---- | ---- | ---- | ---- | ----- | ----- | ----- |
| 977  | 916  | 860  | 856  | 878  | 926  | 1 120 | 1 176 | 1 246 |

| 2018  | 2022  | - | - | - | - | - | - | - |
| ----- | ----- | - | - | - | - | - | - | - |
| 1 246 | 1 235 | - | - | - | - | - | - | - |

## Lieux et monuments
- Église paroissiale Saint-Martin[46]

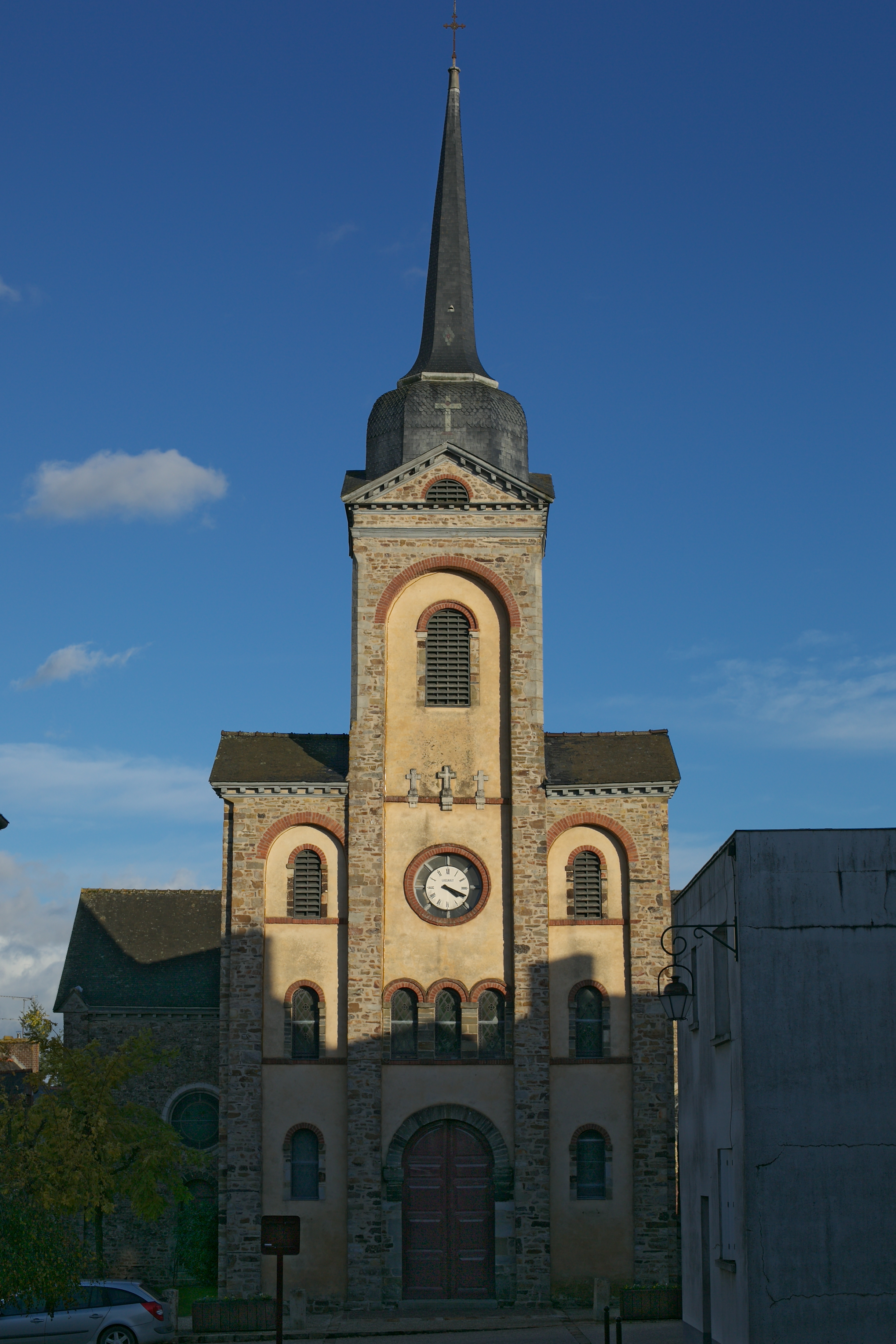
Église paroissiale Saint-Martin.
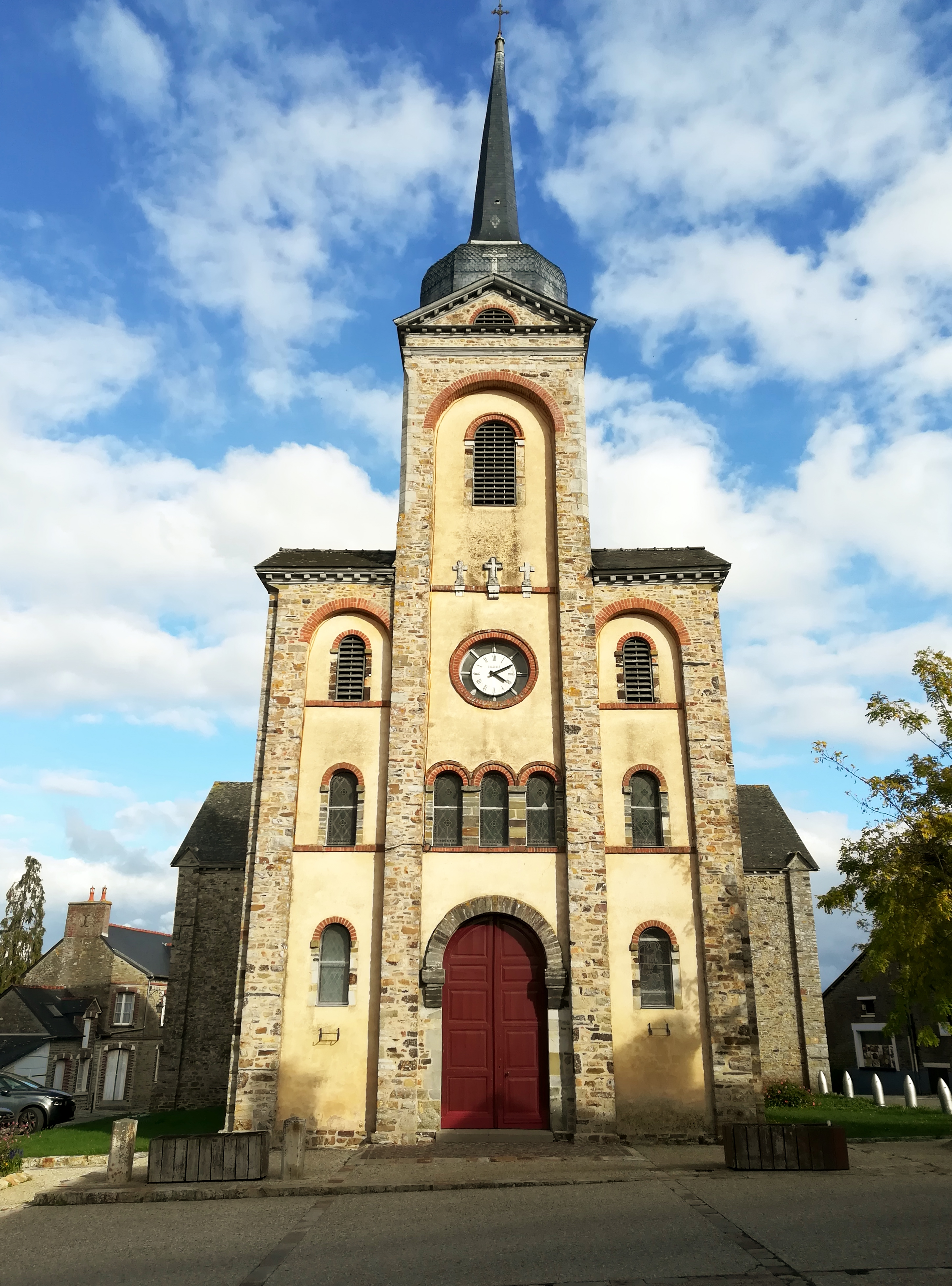
Tresboeuf : église paroissiale Saint-Martin, la façade.

- le manoir du Haut-Verrion (XVIIIe – XXe siècles).
- le four à pain du bas-Verrion (XIXe siècle).
- l'ancien manoir du Clos-Neuf (XIXe – XXe siècles).
- le bureau de poste (XVIIIe – XXe siècle).
- 4 moulins : Les moulins à eau de Briand (XVIIIe siècle) et du Bas-Pussac, et les moulins à vent de la Beltière et du Chênot.

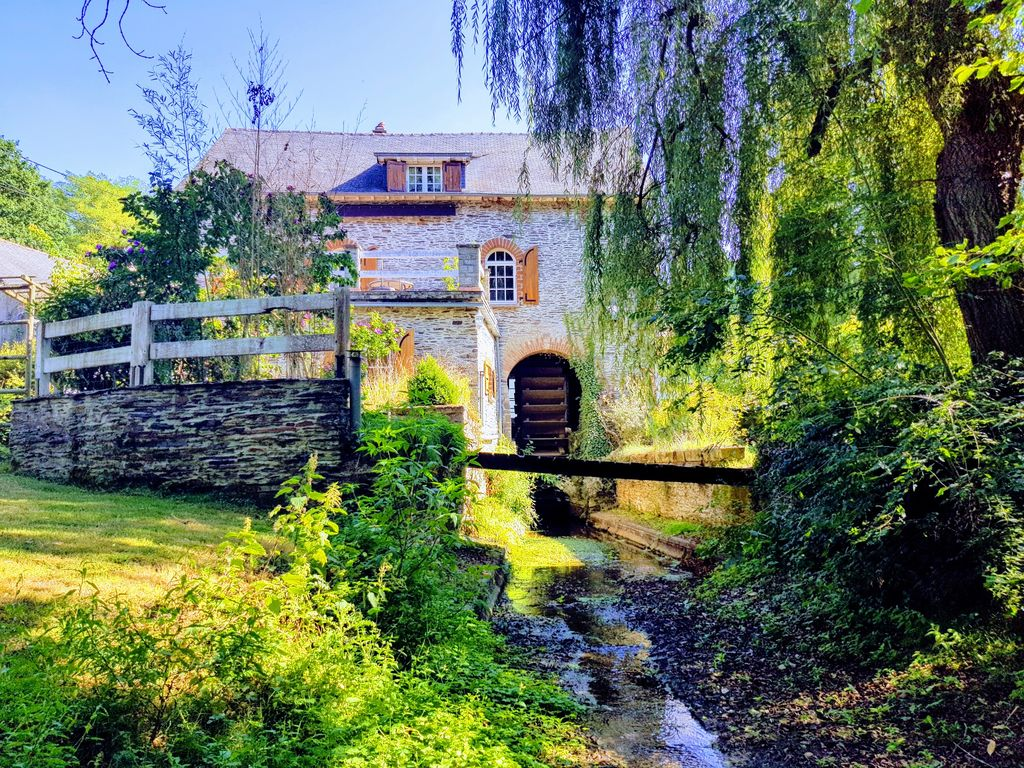
Moulin à eau du Briand, sur le Semnon à Tresboeuf.

- l'ancienne école privée (XIXe – XXe siècles).

## Monuments disparus
- 4 chapelles de Tresboeuf ont été démolies pour construire l'actuelle église « Saint-Martin »[36].
- Les menhirs situés près de Verrion et près du village du Plessis (dans le Champ de la Pierre, détruit vers 1880).
- Dans l'enceinte de l'ancien manoir de Verrion, sa chapelle frairienne et son cimetière.
- Plusieurs autres domaines seigneuriaux ont entièrement ou partiellement disparu (les Manoirs de la Jousselinière, de la Haultaye, des Cours, de la Rivière, de la Jousselière...)[47].
- L'ancien abri de diligences (XIXe – XXe siècles).